# Error 404

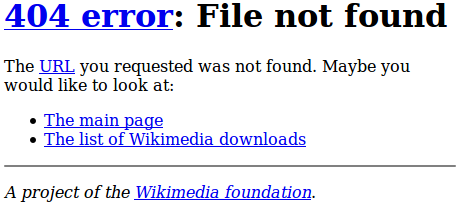
Een 404-pagina op een Wikimedia-project.

De foutmelding Error 404 of Not Found (niet gevonden) is een van de HTTP-statuscodes. De foutmelding wordt gegeven door een webserver wanneer het gevraagde bestand, of preciezer gezegd de URL, niet bestaat.
Een van de redenen dat bestanden niet gevonden worden, is linkrot. 
De beknopte foutmeldingen die de serversoftware geeft, kunnen door websitebeheerders vervangen worden door bijvoorbeeld gebruikersvriendelijkere teksten of een verwijzing naar de algemene hoofdpagina. 
In samenwerking met Child Focus is een actie opgesteld waarbij heel wat officiële websites van bedrijven en organisaties hun 404-pagina kunnen wijzigen naar een oproep betreffende een vermiste persoon.
Wanneer een webpagina werd verwijderd door de sitebeheerder, zou in plaats van Error 404 de foutmelding Error 410 (gone) gebruikt moeten worden. In de praktijk gebeurt dit zelden en wordt hiervoor ook de code 404 gebruikt.